# Sauber C1

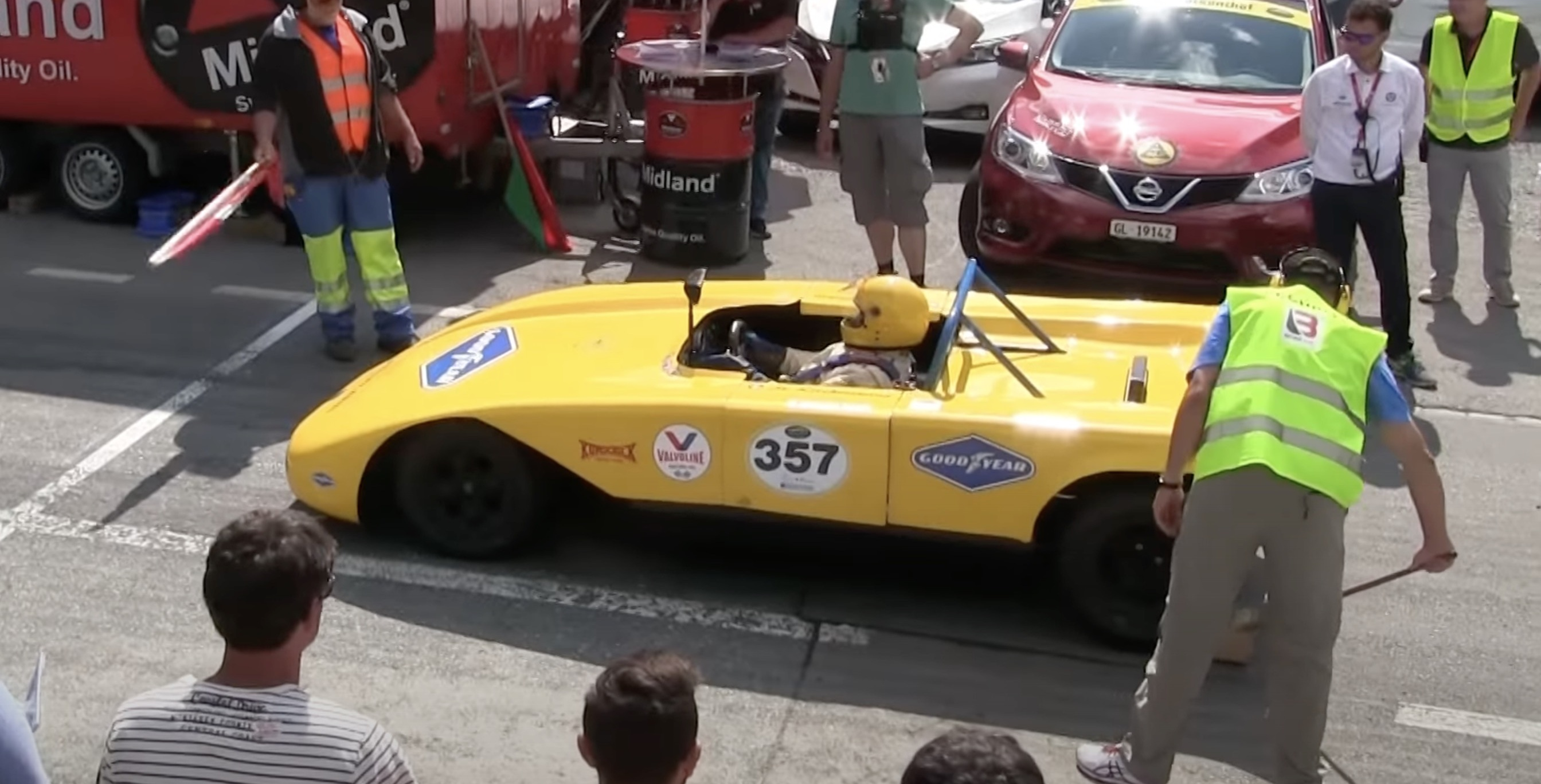
Samochód Sauber C1

Sauber C1 – samochód wyścigowy skonstruowany przez Saubera w 1970 roku. Samochód, zbudowany przez Petera Saubera w piwnicy swoich rodziców w Zurychu, był skonstruowany wokół kratownicy przestrzennej – której główne części pochodziły z Brabhama i był napędzany silnikiem Forda o pojemności 997 cm³ i mocy 115 KM. Model rywalizował w wyścigach górskich, a Peter Sauber zdobył nim mistrzostwo Szwajcarii w 1970 roku. Sauber C1 ścigał się do 1983 roku.